# Regioni della Bulgaria per indice di sviluppo umano
Questa è una lista delle regioni della Bulgaria per indice di sviluppo umano 2018.
| Very High Human Development | Very High Human Development | Very High Human Development | Very High Human Development |
| Posizione                   | Regione                     | 2018 HDI                    | Comparabile con             |
| --------------------------- | --------------------------- | --------------------------- | --------------------------- |
| 1                           | Yugozapaden                 | 0,871                       | Andorra                     |
|                             | Bulgaria (media)            | 0,816                       | Uruguay                     |
| High Human Development      |                             |                             |                             |
| 2                           | Severoiztochen              | 0,799                       | Seychelles                  |
| 3                           | Severen Tsentralen          | 0,793                       | Albania                     |
| 4                           | Yuzhen Tsentralen           | 0,788                       | Cuba                        |
| 5                           | Yugoiztochen                | 0,785                       | Iran                        |
| 6                           | Severozapaden               | 0,758                       | Saint Lucia                 |